# Aeropuerto Internacional de Hangzhou-Xiaoshan
El Aeropuerto Internacional de Hangzhou Xiaoshan (IATA: HGH, OACI: ZSHC) es el principal aeropuerto de la ciudad de Hangzhou, una ciudad importante en el delta del río Yangtsé y capital de la Provincia de Zhejiang, China. El aeropuerto se encuentra ubicado en la costa sur del río Qiantang, en el Distrito de Xiaoshan, a 27 km al este del centro de Hangzhou. Fue diseñado por la firma arquitectónica Aedas.
Hangzhou es una ciudad central de Air China, China Southern Airlines y Xiamen Airlines. En 2010, el aeropuerto de Hangzhou tuvo 17 068 585 pasajeros y fue el 9.º aeropuerto con más pasajeros de China. Además, fue el 8.º con más carga y el 10.º con más movimientos del país.

## Historia
La construcción del aeropuerto se planeó en tres fases. La primera fase comenzó en julio de 1997, y abrió al tráfico el 30 de diciembre de 2000. Sustituyó al antiguo Aeropuerto de Hangzhou Jianqiao, que era un aeródromo de uso civil y militar. En marzo de 2004, se convirtió oficialmente en un aeropuerto internacional después de que se construyeran y entraran en servicio las instalaciones de inmigración y aduanas. También se ha construido una segunda pista de 3600 metros. En 2012 estaban en construcción extensiones de las terminales.
El aeropuerto fue un centro de operaciones (hub) de CNAC Zhejiang. Después de la fusión de la aerolínea con Air China, esta última heredó este centro de operaciones.
En la tarde del 9 de julio de 2010, el aeropuerto se cerró durante una hora porque se detectó un objeto volador no identificado. El control del tráfico aéreo no pudo localizarlo en el radar y por prudencia cancelaron los aterrizajes. Se vieron afectados dieciocho vuelos. Aunque las operaciones normales se reanudaron cuatro horas después, el incidente capturó la atención de los medios chinos y desató una tormenta de especulaciones sobre la identidad del OVNI.

## Instalaciones
La Fase Uno del aeropuerto ocupa 29,4 km² de terreno. Tiene capacidad para ocho millones de pasajeros y 110 000 toneladas de carga por año, y puede manejar aeronaves tan grandes como el Boeing 747-400. Tiene una pista, que tiene una longitud de 3600 m y una anchura de 45 m. La terminal de pasajeros tiene capacidad para 3600 pasajeros por hora y tiene 100 000 m² (incluido un aparcamiento subterráneo de 22000 m²). La planta de salidas tiene 36 taquillas, 12 de los cuales en el lado internacional de la terminal. Hay 2900 asientos en la sala de espera. La zona de inmigración y aduanas ocupa 9500 m².
La plataforma ocupa 340 000 m², y hay 12 pasarelas de acceso y 18 puertas de embarque.
Las instalaciones de mantenimiento están certificadas al nivel B para cualquier aeronave y nivel C para el Boeing 737 y el Boeing 757.
La Fase Dos de expansión del aeropuerto comenzó el 8 de noviembre de 2007. Incluye una Terminal Internacional, una segunda Terminal Doméstica, y una nueva pista. La Terminal International se completó el 3 de junio de 2010. Tiene 8 pasarelas de acceso, de las cuales una es capaz de manejar el Airbus A380. Todos los vuelos internacionales, incluidos a Hong Kong, Macao, y Taiwán salen de esta terminal. La terminal original opera exclusivamente vuelos de cabotaje. Todas las otras construcciones comenzaron a funcionar el 30 de diciembre de 2012.
La nueva pista tiene una longitud de 3400 m y una anchura de 60 m, y capacidad para el Airbus A380. La nueva terminal doméstica (T3) tiene 90 mostradores de facturación y 21 mostradores de autofacturación. También añade 26 carriles de seguridad y 31 puertas de embarque. Todos los espacios públicos de la terminal tienen acceso wi-fi gratuito. Con la nueva terminal de pasajeros, las terminales del aeropuerto tiene una superficie total de 37 millones de metros cuadrados y permitirá que la capacidad del aeropuerto sea de 8520 pasajeros en horas punta y 32,5 millones al año.

## Transporte por tierra

### Bus del aeropuerto
Hay autobuses que conectan el aeropuerto a puntos por todo Zhejiang y ciudades de Jiangsu.
Los autobuses hacia/desde el centro de Hangzhou comienzan/terminan en la oficina de tickets de Tiyuchang Road, con paradas intermedias.

### Taxi
El taxi entre el aeropuerto y el centro de Hangzhou cuesta entre ¥100 y ¥160.

### Autopista
La Autopista Shanghái-Hangzhou-Ningbo tiene una salida al aeropuerto.

## Aerolíneas y destinos

### Pasajeros
| Aerolíneas                                             | Destinos |
| ------------------------------------------------------ | --- |
| Air China                                              | Beihai, Pekín-Capital, Changchun, Changsha, Chengdú, Chongqing, Guangyuan, Cantón, Guilin, Guiyang, Harbin, Hohhot, Kunming, Lanzhou, Nanning, Sanya, Shenzhen, Urumqi, Weihai, Wuhan, Xi'an, Xining, Yantai, Yinchuan, Yuncheng, Zhengzhou                                  |
| Air China                                              | Seúl-Incheon, Taipéi-Taoyuan, Tokio-Narita |
| Air China operados por Dalian Airlines                 | Dalian, Sanya, Xiamen |
| Air Macau                                              | Macao |
| AirAsia                                                | Kota Kinabalu |
| AirAsia X                                              | Kuala Lumpur |
| All Nippon Airways operated by Air Nippon              | Osaka-Kansai, Tokio-Narita |
| Asiana Airlines                                        | Busan, Seúl-Incheon |
| Beijing Capital Airlines                               | Dunhuang, Guangzhou, Guilin, Haikou, Harbin, Hohhot, Kunming, Lijiang, Manzhouli, Mianyang, Sanya, Tongliao, Urumqi, Xi'an, Xiangyang, Xishuangban |
| Chengdu Airlines                                       | Changsha, Chengdú, Sanya |
| China Eastern Airlines                                 | Pekín-Capital, Chengdú, Cantón, Guiyang, Jieyang, Kunming, Linyi, Liuzhou, Ordos, Qingdao, Shenzhen, Shijiazhuang, Taiyuan, Wuhan, Xiamen, Xi'an, Yanji, Zhengzhou |
| China Eastern Airlines                                 | Bangkok-Suvarnabhumi, Hong Kong, Phuket Estacional: Jeju, Siem Reap |
| China Express Airlines                                 | Luoyang |
| China Southern Airlines                                | Pekín-Capital, Changchun, Changsha, Chengdú, Dalian, Cantón, Guilin, Guiyang, Haikou, Harbin, Lanzhou, Nanning, Nanyang, Sanya, Shenyang, Shenzhen, Urumqi, Wuhan, Xi'an, Zhengzhou, Zhuhai                                                                                  |
| China Southern Airlines operado por Chongqing Airlines | Chongqing, Wuhan |
| Dragonair                                              | Hong Kong |
| Egyptair                                               | El Cairo |
| Ethiopian Airlines                                     | Addis Abeba, Delhi, Hong Kong |
| EVA Air                                                | Taipéi-Taoyuan |
| Hainan Airlines                                        | Pekín-Capital, Chongqing, Cantón, Guiyang, Haikou, Jinzhou, Shenyang, Shenzhen, Taiyuan, Urumqi, Wuhan, Xi'an |
| Hebei Airlines                                         | Sanya, Shijiazhuang |
| Hong Kong Airlines                                     | Hong Kong |
| Joy Air                                                | Hefei |
| Juneyao Airlines                                       | Guiyang, Qingdao, Taiyuan, Yichang |
| KLM                                                    | Ámsterdam |
| Korean Air                                             | Cheongju |
| Kunming Airlines                                       | Kunming |
| Lucky Air                                              | Kunming, Tengchong |
| Mandarin Airlines                                      | Kaohsiung, Taichung |
| Mega Maldives                                          | Malé |
| Okay Airways                                           | Nanning, Quanzhou, Sanya, Tianyin |
| Philippine Airlines operado por PAL Express            | Kalibo |
| Shandong Airlines                                      | Guilin, Jinan, Qingdao, Xiamen, Yantai |
| Shanghai Airlines                                      | Pekín-Capital, Cantón, Shijiazhuang |
| Shenzhen Airlines                                      | Guiyang, Quanzhou, Shenyang, Shenzhen, Xi'an |
| Sichuan Airlines                                       | Changchun, Chengdú, Chongqing, Dalian, Harbin, Jiuzhaigou, Lhasa, Taiyuan, Tianjin, Urumqi, Xi'an, Xining, Zhengzhou |
| Spring Airlines                                        | Dalian, Guilin, Sanya, Shenyang, Shijiazhuang, Zhangjiajie |
| Spring Airlines                                        | Hong Kong (hasta el 23 de septiembre de 2013) |
| Thai AirAsia                                           | Bangkok-Don Mueang |
| Tianjin Airlines                                       | Fuyang, Ganzhou, Guiyang, Haikou, Hohhot, Jieyang, Nanchang, Nanning, Tianjin, Urumqi, Xi'an, Zhengzhou |
| Tibet Airlines                                         | Chengdú |
| TransAsia Airways                                      | Hualien, Taipéi-Songshan |
| Uni Air                                                | Kaohsiung, Taichung |
| Xiamen Airlines                                        | Changchun, Changsha, Chengdú, Chongqing, Dalian, Fuzhou, Guiyang, Haikou, Harbin, Jinan, Kunming, Lanzhou, Lijiang, Nanning, Qingdao, Quanzhou, Sanya, Shenyang, Shenzhen, Shijiazhuang, Taiyuan, Tianjin, Urumqi, Wuhan, Xiamen, Xi'an, Xining, Yinchuan, Zhengzhou, Zhuhai |
| Xiamen Airlines                                        | Macao, Singapur, Taipéi-Taoyuan |

### Carga
| Aerolíneas         | Destinos                 |
| ------------------ | ------------------------ |
| Air China Cargo    | Ámsterdam, Dubái, Madrid |
| Hong Kong Airlines | Hong Kong                |
| S.F. Airlines      | Shenzhen                 |

## Estadísticas
Ver fuente y consulta Wikidata.